# Coroniezwamp

Kaart van de locatie van Hertenrits, Peruvia en de Coroniezwamp.

De Coroniezwamp, officieel bekend als Coroniezoetwaterzwamp (zoetwatermoeras), is gelegen in de kustvlakte van Suriname in het district Coronie. De oppervlakte bedraagt ongeveer 250.000 hectare.
Het Coroniemoeras is het grootste zoetwaterzwamp van Suriname en een belangrijk onderdeel van de WWF-ecoregio NT0149. Het relatief onbekende moeras is qua oppervlakte ongeveer twintigmaal zo groot als het district Paramaribo. Het strekt zich uit van de Oost-Westweg tot en met de Wajamborivier. In het gebied worden zowel jonge als oude moerassen gevonden. Na een vooronderzoek, in 1978 uitgevoerd onder leiding van de Waterloopkundige afdeling van het Ministerie van Openbare Werken, werd geconcludeerd dat de Coroniezwamp deels behoort tot de oude- en deels tot de jonge kustvlakte.
Het zuidelijk gedeelte van het moeras bestaat hoofdzakelijk uit een dikke veenlaag, ook wel bekend als het Peruvimoeras. Observatie van de uitstroom van water langs de Oost–Westverbinding tonen dat een significante hoeveelheid water wordt afgevoerd naar het noorden. Het moeras droogt op in de droge tijden. Een deel van het droge veen wordt in droge tijden afgebrand om de doorstroming van het water naar kanalen en duikers in het noorden te verbeteren. Het meest noordelijke deel van de zwamp, grenzend aan de Oost–Westverbinding, is ontgonnen tot landbouwgrond. Anno 2014 vinden boringen naar aardolie plaats in het gebied. Conservation International Suriname is in 2014 bezig met het uitvoeren van een project ter bevordering van een duurzaam beheer van het Coroniezoetwatermoeras.